# Meunasah Rambot
Meunasah Rambot is een bestuurslaag in het regentschap Aceh Barat van de provincie Atjeh, Indonesië. Meunasah Rambot telt 417 inwoners (volkstelling 2010).